# Lúcar (kommunhuvudort)
Lúcar är en kommunhuvudort i Spanien.   Den ligger i provinsen Provincia de Almería och regionen Andalusien, i den södra delen av landet, 400 km söder om huvudstaden Madrid. Lúcar ligger 889 meter över havet och antalet invånare är 802.
Terrängen runt Lúcar är kuperad. Runt Lúcar är det ganska glesbefolkat, med 27 invånare per kvadratkilometer. Närmaste större samhälle är Tíjola, 6,1 km söder om Lúcar. Omgivningarna runt Lúcar är i huvudsak ett öppet busklandskap.